# Християн Міцкоський
Християн Міцкоський (мак. Христијан Мицкоски; нар. 29 вересня 1977, Скоп'є) — македонський політик, лідер консервативної партії ВМРО-ДПМНЄ з 2017 р.
У 2001 р. закінчив факультет машинобудування Університету св. Кирила і Мефодія, працював викладачем. У 2016 р. він став директором ELEM, державної електроенергетичної компанії, з 2015 по 2017 рр. був радником з питань енергетики прем'єр-міністрів Николи Груєвського й Емила Димитрієва. Міцкоський був обраний лідером ВМРО-ДПМНЄ на 16-му з'їзді партії у Валандово.
Одружений, батько двох дітей.